# Kuznetsova křivka

Hypotetická Kuznetsova křivka. Empiricky vypozorované křivky nebývají takto hladké ani symetrické.

Kuznetsova křivka představuje graficky vyjádřený vztah mezi ekonomickým růstem a sociální nerovností. Pojmenována je po tvůrci této hypotézy, rusko-americkém ekonomovi Simonu Kuznetsovi (1901–1985), který ji v 50. a 60. letech 20. století odvodil z hospodářských dat zjištěných za předchozí období. Tato hypotéza se pak stala jednou z nejdiskutovanějších otázek v rozvojové ekonomii od poloviny 50. let 20. století.
V diagramu se Kuznetsova křivka znázorňuje ve tvaru obráceného písmene U. Má jít o přirozený ekonomický vývoj, v jehož průběhu dochází vlivem tržních sil v souvislosti s růstem nejprve k rozevírání nůžek mezi vysokopříjmovými a nízkopříjmovými skupinami obyvatel, a po dosažení určitého průměrného příjmu se tato nerovnost začne opět zmenšovat.
Obecně je koncept interpretován tak, že kapitál soustředěný v rukou bohatších pomáhá ekonomickému růstu, a tím i méně majetným, neboť se s probíhajícím růstem v určité fázi sám přirozeně rozptýlí do širších společenských vrstev a sociální nerovnost se samoregulačními silami zmírní.
Nerovnost na ose y bývá obvykle vyjádřena pomocí Giniho koeficientu, ekonomický růst na ose x představuje obvykle HDP na osobu.

## Původní Kuznetsova křivka
Příjmovou nerovnost zkoumali už Jean-Jacques Rousseau (v Pojednání o původu a příčinách nerovnosti mezi lidmi, 1773–1774) nebo David Ricardo (1817). Vilfredo Pareto v roce 1897 na základě statistické analýzy dat o italských příjmech zjistil, že 80 % bohatství země drží v rukou přibližně 20 % obyvatel (viz Paretův princip).

### Empirická zjištění
Na to navázal Kuznets, když počátkem 2. poloviny 20. století zkoumal vztah rozdělení příjmů k ekonomickému růstu. Dlouhodobě spolupracoval s Národním úřadem pro ekonomický výzkum (NBER) a nashromáždil velké množství statistických dat, s jejichž pomocí usiloval o lepší pochopení ekonomického růstu. Vycházel z amerických daňových údajů za každý rok mezi lety 1913 a 1948 a posuzoval rozdělení příjmů mezi 10 příjmových skupin.
V roce 1953 zjistil, že první 1 % obyvatel USA v meziválečném období získalo 15 % celého národního příjmu a prvních 5 % obyvatel získalo asi 25 až 30 % celkových příjmů. Kromě toho zjistil pokles nerovnoměrnosti příjmů během 2. světové války a po ní. V tom období získalo horní procento populace maximálně 8,5 % příjmů a horních 5 procent maximálně 18 % příjmů. Kuznetsov to vysvětloval hospodářským cyklem. Rovněž zjistil, že zatímco v roce 1910 drželo horních 10 procent obyvatel USA celkem 80 % všeho bohatství země, v 50. letech už to bylo jen přes 60 %, a majetek horního 1 procenta klesl z 45 % na 30 %.

### Konstrukce křivky
V roce 1955 v tomto směru bádání pokračoval i s pomocí dat z řady jiných zemí. Srovnal údaje z tří vyspělých zemí (Velká Británie, Německo, USA) a tří méně vyspělých zemí (Indie, Srí Lanka, Portoriko). Formuloval tak hypotézu, s níž popsal vztah mezi rovností příjmů pomocí křivky ve tvaru U: Během prvních období ekonomického vývoje rovnost klesá a relativně se zhoršuje postavení chudých obyvatel, v pozdějších fázích pak rovnost roste a nízkopříjmové skupiny si polepšují.
Sám Kuznets označil za největší problém při hledání vztahu mezi nerovností a růstem dostupnost potřebných dat. Na prvních třech zkoumaných zemích identifikoval pokles nerovnosti od 20. let 20. století, ale jeho pravděpodobný počátek stanovil už před první světovou válku. Protože vycházel z údajů o příjmech před zdaněním a bez zohlednění státních podpor, předpokládal skutečný pokles nerovnosti ještě výraznější. Dále Kuznets uváděl, že spolu s poklesem nerovnosti rostly příjmy na osobu (u chudších rychleji než bohatých).
Kuznets také nabídl vysvětlení příčin zjištěného jevu. Jako hlavní dva faktory způsobující růst nerovnosti v první fázi uvedl soustředění úspor ve vyšších příjmových skupinách a industrializaci s urbanizací (neboť městskou společnost považuje za méně rovnostářskou než venkovskou). Působení těchto vlivů je však podle Kuznetse omezené. Proti efektu koncentrace úspor postavil čtyři faktory:
- působení státu (např. dědickou daní),
- demografické změny (např. nižší porodnost bohatší vrstvy omezuje její velikost),
- dynamická a svobodná ekonomika (např. rozvoj moderních technologií nabízí širší možnosti úspěchu a omezují vliv dědického přenosu bohatství),
- struktura osobních příjmů (příjmy bohatých ze služeb závislých na výjimečnosti jedince nemají takový potenciál k růstu jako příjmy v průmyslu).

### Kuznetsův poměr
Všechny tyto poznatky jsou shrnuty ve veličině, která měří jev příjmové nerovnosti. Tato veličina je definovaná jako Kuznetsův poměr. Vyjadřuje tradičně poměr (podíl) celkového příjmu nejbohatších 20 % obyvatelstva ku celkovému příjmu nejchudších 40 % obyvatelstva. Takto definovaný Kuznetsův poměr s vyšší hodnotou vyjadřuje větší příjmovou nerovnost, když je celkový příjem těch nejbohatších 20 % větší než celkový příjem těch nejchudších 40 %. Se snižujícím se Kuznetsovým poměrem je vyjadřován stav menší příjmové nerovnosti, ekvivalentně popsatelného jako větší příjmová rovnost. Lze však stejně tak zadefinovat Kuznetsův poměr převrácenou hodnotou, tedy podílem celkového příjmu nejchudších 40 % obyvatel a celkového příjmu nejbohatších 20 % obyvatel. Interpretace takového Kuznetsova poměru je přesně opačná.

### Kuznetsův vlastní názor
Kuznetsova práce, kterou publikoval v roce 1955 a která obsahovala jeho hypotézu znázorněnou Kuznetsovou křivkou, má zajímavý vývoj v tom, jak je v pozdějších letech vnímána, skoro povýšena na platný zákon. Sám Kuznetsov totiž svoji práci považoval za teoretickou, což i zdůrazňoval, varoval před tím, že jeho práce s dílčími daty není plnohodnotný důkaz. Rovněž upozorňoval na citlivost dat, pro které navrhl tuto teorii. Důležité je v tomto ohledu zmínit, že ač jeho práce se stala základem pro několik formálních modelů a ekonometrických studií, on sám si zvolil pro prezentaci jeho práce číselné příklady, nikoli obecné matematické modely. Chtěl, aby jeho studie měla co nejširší dosah.

### Reakce
Thomas P. Moran označil Kuznetsovu hypotézu za „jedno z nejtrvalejších a nejvýznamnějších tvrzení v historii sociálních věd“. První, kdo aplikoval data rozložení osobních příjmů v rámci národa, byl v roce 1960 Kuznetsův žák Irving B. Kravis. Data z USA porovnal s údaji z jiných 10 zemí. Kromě potvrzení Kuznetsových argumentů doplnil další, které přispívají k větší rovnosti v příjmech v průběhu ekonomického růstu:
- vzdělání, které se stává s růstem dostupnější,
- pojištění, které také zmírňuje rozdílnost v příjmech.

Následovala řada dalších vědců, kteří svými teoretickými i empirickými pracemi ověřovali platnost Kuznetsovy křivky. Jedním z výrazných podporovatelů je indický ekonom Montek Singh Ahluwalia.

#### Teoretické výhrady
Od 80. let se objevovaly studie zpochybňující hypotézu obráceného U. Např. čeští ekonomové z Bostonské univerzity Oldřich Kýn a Gustav F. Papánek v roce 1986 upozornili, že příjem je jen jedním z faktorů nerovnosti. Oxfordští výzkumníci Sudhir Anand a Ravi Kanbur v roce 1993 kritizovali absenci jakékoli jiné vysvětlující veličiny kromě HDP, přičemž jiné ukazatele nerovnosti by také mohly dávat odlišné výsledky. Profesor z Illinoiské státní univerzity Rati Ram v roce 1989 shrnul nedostatky dat použitých k empirickým studiím.

#### Empirické studie
Kritikům Kuznetsovy hypotézy nahrávaly také empirické studie, které od 70. let poukazovaly na opětovný růst nerovnosti v USA i dalších zemích OECD. Tento fenomén označovaný „the Great U-Turn“ později popsali sociologové ze Severokarolínské univerzity François Nielsen a Arthur S. Alderson. Ekonomové Světové banky Klaus Deininger a Lyn Squire provedli v roce 1996 analýzu Giniho koeficientu a růstu příjmů na obyvatele ve 108 zemích. Kuznetsovu křivku opsal vývoj jen v 5 zemích, ve 4 byl vztah veličin obrácený a v ostatních zemích autoři nenašli statisticky významné vztahy.
Jordi Guilera z univerzity v Barceloně v roce 2011 popsal průběh křivky spíše ve tvaru písmene N, kdy ekonomický růst nejprve zvyšuje nerovnost, pak následuje pokles a následně znovu dochází ke zvýšení.
Francouzský ekonom z Pařížské ekonomické školy Thomas Piketty publikoval v roce 2013 knihu Kapitál v 21. století (Le capital au 21e siècle), jejíž anglické vydání se záhy stalo bestsellerem. Piketty zkoumal dlouhodobou historii v rozsahu třech století, během 15letého výzkumu nasbíral data sahající do 18. století. Doložil, že 1. polovina 20. století, na jejíž bázi vznikly empirické podklady pro Kuznetsovu křivku, představovala spíše výjimečné období. K přerozdělení bohatství na americkém i evropském kontinentu dle něho došlo mimořádným vlivem dvou světových válek a ekonomické krize ve 30. letech. Od 70. let zaznamenal opět zvyšující se nerovnost, příjmy bohatších obyvatel rostou rychleji, zatímco příjmy střední a nižší třídy zejména v USA spíše stagnují nebo i reálně klesají. V době Pikettyho výzkumu už opět drželo horních 10 procent Američanů celkem 75 % bohatství země. Autor také dospěl k závěru, že se za posledních 200 let kapitál zhodnocoval průměrně o 5 % ročně, tedy 3× více, než jaký byl ekonomický růst v tomto období.

#### Rozšíření konceptu
Kromě studií prověřujících platnost Kuznetsovy hypotézy věnovali někteří výzkumníci pozornost jejímu využití na jiné vztahy než jen ekonomický růst – nerovnost. Italští ekonomové z Univerzity v Sieně Simone Borghesi a Alessandro Vercelli se v roce 2001 zabývali vlivem globalizace na nerovnost a chudobu. Liberalizace mezinárodních trhů přispívá k rozvoji zemí, které na nich participují, ale zároveň zvyšuje nerovnost mezi nimi a státy s autarkní hospodářskou politikou (relativně uzavřenými, soběstačnými). Američtí výzkumníci Phillippe Aghion a Peter W. Howitt se v knize Endogenous Growth Theory (1998) zabývali vlivem nových technologií na nerovnost. Technologické změny dle nich vedou k opětovnému růstu příjmové nerovnosti ve vyspělých zemích – zvyšují poptávku po kvalifikovaných pracovnících, čímž zvětšují rozdíl oproti příjmům nekvalifikovaných. Vzdělání na druhou stranu zvyšuje nabídku kvalifikovaných pracovníků, takže nerovnost snižuje.

### Východoasijský zázrak
Kuznetsova hypotéza znázorněná příslušnou křivkou říká, že s rostoucím příjmem (a ekonomickým růstem) zpočátku roste příjmová nerovnost. Praktický střet s touto hypotézou přinesl mezi lety 1965 až 1990 tzv. Východoasijský zázrak, velmi rychlý ekonomický růst 8 východoasijských zemí (Japonsko, Jižní Korea, Tchaj-wan, Singapur, ale i Indonésie, Malajsie a Thajsko). V případě těchto států a souvisejícího ekonomického jevu došlo k opaku toho, co předkládá Kuznetsova hypotéza. Tyto ekonomiky byly schopné dosáhnout velkého růstu, navíc v relativně krátkém časovém období, bez signifikantního nárůstu příjmové nerovnosti. Dokonce se dá mluvit spíš o cestě k větší rovnosti. Nemluvíme zde však o samovolném selhání Kuznetsovy hypotézy, zmíněné asijské státy se o to zasloužily aktivním přístupem v podobě správně cílených reforem.
Zvýšili tak produkci a i příjem na venkově, dosáhli tak vyšších úspor u všech vrstev obyvatelstva, navíc zařídili zvýšenou domácí poptávku, která byla důležitá před masivním exportním zájmem zvenčí. V neposlední řadě zajistili účinnou redistribuci příjmů vedoucí k politické stabilitě. V následujících letech pak udržovali rovnoměrnou distribuci příjmů, která rovněž přispívala k ekonomickému růstu. Navíc jako součást jejich politiky rovnoměrné distribuce příjmů zabránili uměle růstu cen nemovitostí, ke kterým by přirozeně došlo. To by ale vedlo k rozevření nůžek mezi příjmy bohatších a chudších, kteří při rostoucích cenách nemovitostí nejsou schopni pořízení. Všechny tyto kroky dohromady vedly k tomu, že popřeli dynamiku Kuznetsovy hypotézy a navíc tím interně podpořili svůj výrazný ekonomický růst.

## Kuznetsova křivka v současnosti
V současnosti se Kuznetsova křivka od jej vytvoření zdvojnásobila, zejména ve Spojených státech, přičemž období klesající nerovnosti během první poloviny 20. století bylo následováno prudkým obratem trendu od roku 1970. Důvody, proč nerovnost v bohatých zemích v 20. století poklesla, se zdají být způsobeny velmi specifickými okolnostmi, které nemají mnoho společného s migračním procesem popsaným Kuznetsem a je velmi nepravděpodobné, že by se to v dnešních chudých zemích opakovalo. Třeba brát širší pohled na technickou změnu dynamiky nerovnosti, čerpající jak z historických zkušeností, tak z novějších trendů.Vzhledem k tomu, že se ekonomika posouvá směrem k rozvoji a industrializaci, životní prostředí je vystaveno vyššímu riziku poškození znečištěním a vyčerpáním přírodních zdrojů. Křivka se pak vrací k čistšímu životnímu prostředí, když pokračuje hospodářský růst a lidé se rozhodnou utrácet své příjmy na zlepšení životního prostředí čištěním vody a zlepšováním kvality ovzduší. Lidé si v konečném důsledku pak stále více uvědomují přínosy pro životní prostředí. Vzhledem k tomu, že ekonomové provádějí další studie, tak v budoucnosti bude možnost lépe porozumět tomu, jaké změny můžeme provést ve prospěch životního prostředí i ekonomiky.

## Vliv hospodářského růstu na sociální struktury
Z pozorování z minulosti se zjistilo, že průřez vlivu hospodářského růstu zeměmi pořízený v roce 1970 naznačuje parabolický vztah, který se zdá být v souladu s Kuznetsovou hypotézou. Průřezy pořízené později a pravděpodobně s lepšími daty však nepřinášejí statisticky významné výsledky. Když byly k dispozici lepší a úplnější údaje, skutečně se ukázalo, že parabolický tvar vztahu mezi příjmem a nerovností z roku 1970 byl správný a že Kuznetsova křivka souvisí s vlivem hospodářského růstu. Společným závěrem většiny existujících analýz je, že nerovnost se podstatně zvýšila v řadě zemí mezi polovinou roku 1980 a polovinou roku 1990. Tento vývoj musí být v kontrastu se skutečností, že nerovnost klesala téměř ve všech rozvinutých zemích v průběhu let 1960 a 1970, takže nerovnost v mnoha zemích je dnes srovnatelná s tím, co bylo před 30 lety. Z těchto výzkumů v průběhu let v různých zemích se potvrzuje, že neexistuje žádný významný dlouhodobý trend, související s procesem růstu, který by ovlivňoval míru nerovnosti v rámci země.

## Environmentální Kuznetsova křivka
Před hypotézou Environmentální Kuznetsovy křivky se obecně předpokládalo, že bohaté ekonomiky ničí životní prostředí rychlejším tempem než chudší země. S Environmentální Kuznetsovou křivkou však byl vztah mezi zdravím životního prostředí a ekonomikou znovu analyzován. Environmentální Kuznetsova křivka (v angličtině Environmental Kuznets Curve, EKC) je jednou z modifikací původní hypotézy a popisuje vztah mezi ekonomickým růstem a degradací životního prostředí. Stejně jako obecná Kuznetsova křivka má tvar obráceného písmene U. Ypsilonová osa grafu je označena jako nerovnost, zatímco čas nebo příjem na hlavu je znázorněn osou x. Roste v počátečním období ekonomického znehodnocování životního prostředí a začne klesat při dosažení určité výše příjmu na člověka, protože dalším zvyšováním příjmu na člověka se opět začína zlepšovat kvalita životního prostředí, i když kritici tvrdí, že ekonomický růst nevede vždy k lepšímu životnímu prostředí a někdy může být opak pravdou.
Globální think tank Římský klub v 70. letech 20. století vydal publikaci Meze růstu (Limits to Growth), v níž představil model dávající do souvislosti ekonomický růst, populační růst a vývoj zásob přírodních zdrojů. Tento model se však stal i terčem silné kritiky. Jednou z reakcí byla publikace Naše společná budoucnost (Our Common Future), kterou v roce 1987 vydala Světová komise pro životní prostředí a rozvoj a v níž představila koncept trvale udržitelného rozvoje i při zachování významné role ekonomického rozvoje.
Rovněž uplatnění Kuznetsovy křivky v této oblasti nabídlo méně pesimistickou hypotézu vývoje, která neklade ekonomický růst do příkrého rozporu s udržitelností přírodních zdrojů.

### Vznik EKC
Samotnou podstatu myšlenky vyjádřil již v roce 1971 americký ekonom z Minnesotské univerzity Vernon W. Ruttan ve svém příspěvku pro American Agricultural Economics Association.
Autorství konceptu environmentální Kuznetsovy křivky se v literatuře přisuzuje různým jménům, převládají američtí ekonomové Gene M. Grossman a Alan B. Krueger, kteří se v první polovině 90. let touto otázkou zabývali. Zjistili, že při nízké úrovni HDP na osobu se s rostoucím příjmem zvyšuje koncentrace oxidu siřičitého a celkových vypouštěných částic, ale po dosažení svého maxima i s nadále rostoucím příjmem znečištění začíná klesat. Opisuje tedy tvar obráceného U. Samotný výraz „environmentální Kuznetsova křivka“ je pak přisuzován pozdějším autorům, nejčastěji kypersko-kanadskému ekonomovi Theodorovi Panayotou.

### Výsledky studií o EKC
Rané studie o EKC z počátku 90. let hovořily o rozdílu vlivu lokálních a globálních znečisťujících látek. Vztah lokálního znečištění a příjmu byl vyjádřen spíše křivkou ve tvaru obráceného U, zatímco vztah globálního znečištění (například znečištění oxidem uhličitým) a příjmu nebyl vůbec vyjádřen pomocí EKC. Zajímavým příkladem studie z tohoto období je stude Shafika a Bandyopadhyaya z roku 1992. Ti odhadovali EKC pro několik typů znečištění a pozorovali, které typy ve vztahu s příjmem odpovídají EKC. Lokální znečištění vzduchu tomu odpovídalo, stejně tak růst množství městského odpadu a emisí uhlíku rostl způsobem odpovídajícím počátku EKC s rostoucím příjmem. Zajímavé je, že naopak nedostatek čisté pitné vody a kanalizační sítě klesal s rostoucím příjmem. Zde růst příjmů podpořil rozvoj. Nakonec na kácení lesů příjem žádný vliv neměl.
Pozdější studie o EKC využívající více vypovídající vzorky dat zase přicházeli se závěry, že obecně existuje pouze monotónní vztah mezi příjmem a mezi emisemi síry a uhlíku. Nicméně ve studii odhadu EKC Dijkgraafa a Vollebergha z roku 1998, kdy čerpali z dat uhlíkových emisí pouze pro země OECD, se ukázalo, že v tomhle vzorku dat nalezli vztah příjmu a uhlíkových emisí jako EKC.
Celkově se ale má za to, že model pracující se vztahem znečišťování a příjmů na bázi EKC není kompletní. Ukázalo se, že obecně ten vztah je spíše monotónní, kdy může v průběhu času nabrat klesající tendenci. Ukazuje to i kritika na teoretické i ekonometrické úrovni. Z teoretického úhlu pohledu považují někteří za chybný především předpoklad, že zde neexistuje žádná zpětná vazba dopadající na průmyslovou produkci, když dochází ke znečišťování (a bere tak příjem jako vnější vliv). Z ekonometrického hlediska jsou zde podle kritiků nedostatky v pojetí statistické analýzy (například v heteroskedasticitě, což značí proměnlivost rozptylu v datech, nebo v opomenuté závislosti některých veličin).
Vědci se stále zabývají tím, kdy nastává bod zlomu této křivky a jestli hypotéza environmentální Kuznetsovy křivky doopravdy odpovídá kvalitě životního prostředí. Vznikaly různé názory a pomocí více studií se vytvořilo několik tvarů této křivky: tradiční environmentální Kuznetsova křivka (Conventional EKC), křivka zvaná Cesta ke dnu (Race to the Bottom), Nové znečisťující látky (New Toxics) a revidovaná environmentální Kuznetsova křivka (Revised EKC). Tradiční Kuznetsova křivka říká, že dosažením určité výšky příjmu na hlavu jednoho člověka se znečišťování životního prostředí začne snižovat. To ovšem vyvolává spory, zda tento vztah bude platný i v budoucnu, protože nemusí záviset na minulosti. Křivka zvaná Cesta ke dnu má svůj název opodstatněný tím, že nemá bod zlomu, čili environmentální znečištění bude pouze narůstat, dokud nedosáhne fáze, kdy křivka nabude horizontálního tvaru. Křivka Nové znečisťující látky odpovídá teorie, že s rostoucím příjmem na člověka se snižuje množství látek způsobujících znečištění, vznikají však zcela nové látky znečišťující životní prostředí. Z toho tedy plyne, že některé zdroje znečištění jsou redukovány, a přesto znečištění roste. Revidovaná Kuznetsova křivka tvrdí, že znečištění se ukáže hned na začátku ekonomického růstu. Celkové znečištění se posouvá doleva díky celkovému snižování znečišťování. Tato teorie je nejvíc podporovaná posledními empirickými výzkumy.

### Kritika EKC
Environmentální Kuznetsova křivka se nevyhnula kritice z různých pohledů. Jako první je hned, že empirické důkazy jsou smíšené, a tedy neexistuje žádná záruka, že hospodářský růst zaznamená pokles znečišťujících látek. Jako další se třeba pozřít na znečištění nejen z funkcí příjmu, ale mnoha jiných faktorů. Například účinnost vládní regulace, rozvoj ekonomiky, úroveň populace. Pak máme globální znečištění. Mnoho rozvinutých ekonomik zaznamenalo snížení průmyslu a růst v sektoru služeb, ale stále dovážejí zboží z rozvojových zemí. Jedním z příkladů je odlesňování. Země s vyššími příjmy mají tendenci zastavovat proces odlesňování, ale zároveň stále dovážejí maso a nábytek ze zemí, které vytvářejí zemědělskou půdu z lesů, čímž vlastně jen odlesňování podporují.
Netřeba také zapomínat na to, že bude-li ekonomika expandovat, pak se nevyhnutelně budou některé zdroje i nadále využívat ve větší míře. Tedy není možné předpokládat, že dlouhodobé úrovně zhoršování životního prostředí budou i nadále klesat.
Na závěr třeba ještě poznamenat, že země s nejvyšším HDP mají nejvyšší úroveň emisí CO2. 

### Environmentální Kuznetsova křivka v České republice
Probíhal empirický a teoretický výzkum, který byl věnován různým aspektem na vztah mezi ekonomickým rozvojem a mírou degradace životního prostředí jako je kvalita ovzduší, zkoumání dopadů liberalizace obchodu na EKC, problematikou marginálního prospěchu ze snižování znečištění a s ním spojených marginálních náklad, odlesňování ve vztahu k ekonomickému růstu,...Výzkum například ukazoval, že od roku 1970 až do 2010 graf HDP cyklicky rostl zatím co emise z CO2 klesaly, nebo že emise NOx se stabilizovaly v období let 1997-1998. Celkově výzkum ověřil EKC v čase kolem roku 1990. Pomocí výzkumu vědci zjistili, že zlomové body na křivce v oblasti České republiky nastaly ještě před rokem 1989. Tyto body nastaly pro emise SO2, NOx a TZL (tuhé znečišťující látky).